# Maik Hendrik Sprotte
Maik Hendrik Sprotte (* 17. September 1964 in Bad Harzburg; † 3. Dezember 2023) war ein deutscher Japanologe.

## Leben
Maik Hendrik Sprotte wurde im September 1964 in Bad Harzburg geboren und verbrachte seine Schulzeit in Braunschweig, wo ein Japan-affiner Lehrer am Gymnasium sein Interesse an der Kultur und Geschichte des Landes weckte.
Sprotte studierte Japanologie, und in den Nebenfächern Politische Wissenschaft und Vergleichende Religionswissenschaft an der Rheinischen Friedrich-Wilhelms-Universität Bonn. Im Jahr 2001 promovierte er dort mit der Arbeit Konfliktaustragung in autoritären Herrschaftssystemen – Eine historische Fallstudie zur frühsozialistischen Bewegung im Japan der Meiji-Zeit.
Von 1990 bis 1999 war Sprotte als redaktioneller Mitarbeiter, Übersetzer und Dolmetscher in der deutschen Auslandsvertretung der japanischen Tageszeitungen Tōkyō Shimbun und Chūnichi Shimbun in Bonn tätig. Von 2001 bis 2003 war er wissenschaftlicher Angestellter am Japanologischen Seminar der Ruprecht-Karls-Universität Heidelberg. Im Anschluss war er fünf Jahre wissenschaftlicher Assistent am Institut für Japanologie der Universität Heidelberg.
Gemeinsam mit weiteren Interessierten gründete er 2003 die Initiative zur historischen Japanforschung und gestaltete die Bibliographie zur historischen Japanforschung.
Von 2008 bis 2010 war Sprotte wissenschaftlicher Mitarbeiter (Postdoc) im Internationalen Graduiertenkolleg „Formwandel der Bürgergesellschaft. Japan und Deutschland im Vergleich“, einem gemeinsamen Projekt der Martin-Luther-Universität Halle-Wittenberg und der Universität Tokio. Sprotte war von 2014 bis 2016 wissenschaftlicher Mitarbeiter bei Manfred Hettling am Institut für Geschichte der Universität Halle-Wittenberg und am Internationalen Graduiertenkolleg Halle – Tōkyō. Nach einer Tätigkeit von 2016 bis 2017 an der Universität Duisburg-Essen am Lehrstuhl „Politik Japans / Sozialwissenschaftliche Ostasienstudien“ bei Axel Klein war Sprotte ab April 2017 Gastdozent und ab April 2018 Gastprofessor zur Vertretung der Professur für Sozial- und Kulturgeschichte Japans am Ostasiatischen Seminar – Japanologie der Freien Universität Berlin.
Sprottes Forschungsschwerpunkte lagen im Bereich der modernen Geschichte Japans. Sprotte forschte zur japanischen Zivilgesellschaft, zu Protestformen, zur Mobilisierung der japanischen Gesellschaft im Asiatisch-Pazifischen Krieg (jap. アジア・太平洋戦争, Ajia Taiheiyō sensō, 1931–45), zum Tennō-System und der Zukunft der japanischen Monarchie, zu Aspekten des Shintō-Nationalismus sowie zur Wirkung von Gerüchten und Fake News in der japanischen Geschichte.
Maik Hendrik Sprotte verstarb am 3. Dezember 2023 nach kurzer und schwerer Krankheit.

## Werke (Auswahl)
- Konfliktaustragung in autoritären Herrschaftssystemen – Eine historische Fallstudie zur frühsozialistischen Bewegung im Japan der Meiji-Zeit. Tectum, Marburg 2001, ISBN 3-8288-8323-0.
- mit Wolfgang Seifert und Heinz-Dietrich Löwe (Hrsg.): Der Russisch-Japanische Krieg 1904/05 – Anbruch einer neuen Zeit? Harrassowitz, Wiesbaden 2007, ISBN 978-3-447-05707-3.
- mit Tino Schölz (Hrsg.): Der mobilisierte Bürger?: Aspekte einer zivilgesellschaftlichen Partizipation im Japan der Kriegszeit (1931–1945). Martin-Luther-Universität Halle-Wittenberg, Halle (Saale) 2010, ISBN 978-3-86829-243-5.
- Zivilgesellschaft als staatliche Veranstaltung? Eine Spurensuche im Japan vor 1945. Martin-Luther-Universität Halle-Wittenberg, Halle (Saale) 2012, ISBN 978-3-86829-526-9.